# NGC 6129
NGC 6129 este o galaxie eliptică situată în constelația Coroana Boreală. A fost descoperită în 30 mai 1791 de către William Herschel. Se află la o distanță de 141,87 de megaparseci de Pământ.